# Florianów (Silésie)
Pour les articles homonymes, voir Florianów.
Florianów (prononciation : [flɔˈrjanuf]) est une localité polonaise de la gmina de Popów, située dans le powiat de Kłobuck en voïvodie de Silésie.